# Condado de Vigo
El condado de Vigo (en inglés: Vigo County) es un condado en el estado estadounidense de Indiana. En el censo de 2000 el condado tenía una población de 105 848 habitantes. Forma parte del área metropolitana de Terre Haute. La sede de condado es Terre Haute. El condado fue fundado en 1818 y fue nombrado en honor a Francis Vigo, un ítalo-estadounidense que luchó en la Guerra de Independencia de los Estados Unidos.

## Geografía

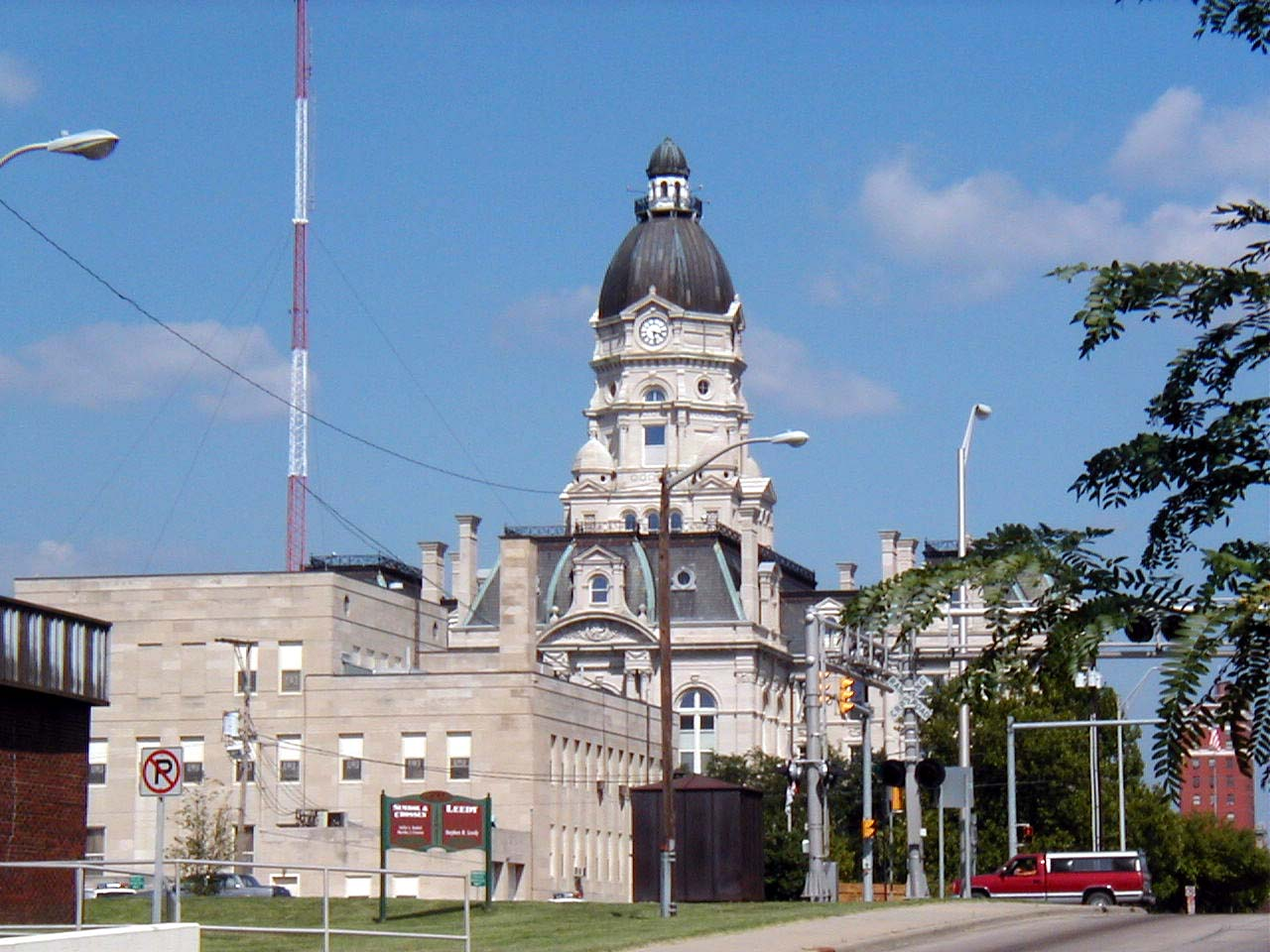
Juzgado del condado de Vigo en Terre Haute.

Según la Oficina del Censo, el condado tiene un área total de 1063 km² (410 sq mi), de la cual 1045 km² (403 sq mi) es tierra y 18 km² (7 sq mi) (1,75%) es agua.

### Condados adyacentes
- Condado de Vermillion (norte)
- Condado de Parke (noreste)
- Condado de Clay (este)
- Condado de Sullivan (sur)
- Condado de Clark, Illinois (suroeste)
- Condado de Edgar, Illinois (noroeste)

## Autopistas importantes
- Interestatal 70
- U.S. Route 40
- U.S. Route 41
- U.S. Route 150
- Ruta Estatal de Indiana 42
- Ruta Estatal de Indiana 46
- Ruta Estatal de Indiana 63
- Ruta Estatal de Indiana 159
- Ruta Estatal de Indiana 246
- Ruta Estatal de Indiana 340

## Demografía
En el  censo de 2000, hubo 105 848 personas, 40 998 hogares y 26 074 familias residiendo en el condado. La densidad poblacional era de 262 personas por milla cuadrada (101/km²). En el 2000 había 45 203 unidades habitacionales en una densidad de 112 por milla cuadrada (43/km²). La demografía del condado era de 90,66% blancos, 6,04% afroamericanos, 0,27% amerindios, 1,22% asiáticos, 0,04% isleños del Pacífico, 0,39% de otras razas y 1,38% de dos o más razas. 1,20% de la población era de origen hispano o latino de cualquier raza. 
La renta promedio para un hogar del condado era de $33 184 y el ingreso promedio para una familia era de $42 957. En 2000 los hombres tenían un ingreso medio de $32 854 versus $22 381 para las mujeres. La renta per cápita para el condado era de $17 620 y el 14,10% de la población estaba bajo el umbral de pobreza nacional.

## Ciudades y pueblos
| - Allendale - Burnett - Lewis | - Libertyville - New Goshen - Pimento | - Prairieton - Riley - Saint Mary-of-the-Woods | - Sandford - Seelyville | - Terre Haute - West Terre Haute |